# Blenina affinis
Blenina affinis är en fjärilsart som beskrevs av Embrik Strand 1917. Blenina affinis ingår i släktet Blenina och familjen trågspinnare. Inga underarter finns listade i Catalogue of Life.